# Иллюзионист (фильм, 1984)
«Иллюзионист» (нидерл. De Illusionist) — кинофильм режиссёра Йоса Стеллинга, вышедший на экраны в 1983 году. Сценарий фильма является переработанной театральной пьесой Фрека де Йонге «Трагедия».

## Сюжет
Действие разворачивается в фантазии центрального персонажа (Фрек де Йонге), который в начале фильма осматривает артистическую уборную. Фильм представляет историю двух братьев, из которых один следует своим амбициям, а другого родители отправляют в психиатрическую больницу. Поочередно разворачиваются истории о потерянной юности, поверженных амбициях, настойчиво-доминантной матери, кончающем с собой отце и богатом деде.

## В ролях
- Фрек де Йонге — Иллюзионист
- Катрин Волтхёйзен — его мать
- Герард Толен — его отец
- Джим ван дер Вауде — его брат
- Карел Лапере — дедушка
- Крейг Эбанкс — фокусник
- Джерри ван дер Клей — ассистентка фокусника

## Интересные факты
- В фильме нет диалогов.
- Фильм получил три приза на Нидерландском кинофестивале 1984 года: «Золотой Телёнок» за лучший фильм, приз нидерландских кинокритиков и приз лучшему актёру (Герард Толен). На международном кинофестивале в Сан-Паулу в 1985 году лента удостоена Приза зрительских симпатий.